# Hasan Ahmet Sarı
Hasan Ahmet Sarı (* 21. Januar 1992 in Şişli) ist ein türkischer Fußballspieler.

## Karriere

### Verein
Sarı kam im Istanbuler Stadtteil Şişli auf die Welt. Nach dem Erdbeben von Gölcük 1999 zog er mit seiner Familie in die Heimatstadt seiner Eltern, nach Trabzon. Hier nahm er an einem Auswahlturnier für die Jugendmannschaften Trabzonspors teil und zählte zu den ausgewählten Spielern.
Im April 2009 wurde er mit einem Profivertrag ausgestattet, spielte aber weiterhin überwiegend für die Reservemannschaft. Er nahm aber auch am Training der Profis teil und gab am 22. November 2009 in einer Erstligabegegnung sein Profidebüt. Zur Winterpause wurde er dann zweimal an die Zweitmannschaft Trabzonspors, an Trabzon Karadenizspor ausgeliehen. Anschließend wurde er an den Zweitligisten Giresunspor verliehen. Im Sommer 2012 wurde er an den Drittligisten Fethiyespor ausgeliehen. Hier erreichte er mit der Mannschaft den Playoffsieg der Liga und damit zum Aufstieg in die TFF 1. Lig. Zu der Viertligasaison 2013/14 wurde an Batman Petrolspor verliehen, wo er seine bisher beste Saison gespielt hat. Er erzielte 23 Tore und wurde Torschützenkönig der Gruppe 2, unter anderem traf er viermal bei einem 5:1-Sieg gegen Maltepespor. 2015 wechselte er zu Manisaspor.

### Nationalmannschaft
Sarı begann seine Nationalmannschaftskarriere 2007 in der türkischen U-16-Nationalmannschaft. Mit der türkischen U-17-Nationalmannschaft nahm er an der U-17-Fußball-Europameisterschaft 2009 und der U-17-Fußball-Weltmeisterschaft 2009 teil. Während er mit seinem Team bei der EM bereits in der Gruppen ausschied, schaffte er es bei der WM bis ins Viertelfinale.
2011 gehörte er bei der U-19-Fußball-Europameisterschaft 2011 dem Kader der türkischen U-19-Nationalmannschaft und schied hier mit seinem Team bereits in der Gruppenphase aus.
2012 spielte er zweimal für die Türkische U-21-Nationalmannschaft.

## Erfolge
Mit Fethiyespor
- Playoffsieger der TFF 2. Lig: 2012/13
- Aufstieg in die TFF 1. Lig: 2012/13

Türkische U-17-Nationalmannschaft
- Teilnahme an der U-17-Fußball-Europameisterschaft (1): 2009
- Teilnahme an der U-17-Fußball-Weltmeisterschaft (1): 2009

Türkische U-19-Nationalmannschaft
- Teilnahme an der U-19-Fußball-Europameisterschaft (1): 2011